# Монофизитство
Монофизитство (гр. Μονη φυσις - једна природа) је христолошко учење да је у Христу присутна само једна, божанска, а не и људска, природа.
Ово је учење било раширено међу многим хришћанима од 4. века, а противи се диофизитском учењу о две природе у Христу - божанској и људској. Монофизити држе да је Христос само Бог, а не да је и прави Бог и прави човек.
Основни облици овог појма (монофизитство, или монофизитизам), који су грчког порекла, употребљавају се интернационално, или се преводе, те су тако на разним језицима настали одговарајући појмови који су сковани према грчком изворнику. По том основу, монофизитство се у српском богословљу означава и као "једноприродност" што представља дослован српски превод изворног грчког појма.

## Историја
До сукоба у хришћанству око питања монофизитства дошло је убрзо након Ефешког сабора, једног од седам првих васељенских сабора Цркве. 
Монофизитство је првобитно било охрабрено формулацијом Кирила Александријског о природи Христа: „Јединствена оваплоћена природа божанскога Логоса“. Након смрти Ћирила Александријског, његов ученик стари цариградски монах Евтихије (Еутих; 378 - око 454), у покушају да спречи ново избијање несторијанства (како сам каже 448. у писму папи Лаву I Великом), уводи монофизитизам. Он учи да Христос има само једну природу (гр: μονυ φυσις) и то божанску, говорећи да ако је Христос једна личност, не може имати две природе. Многи грчки теолози су оптуживали Евтихија да се враћа на аријанство, али док је Арије порицао Исусово божанство, Евтихије је порицао његово човештво. Сам Евтихије је тврдио да је веран Кириловом науку. Захваљујући великом утицају што га је Евтихија имао, његово се учење врло брзо проширило Истоком. Папа Лав I послао је писмо у којем образлаже да је Евтихова грешка више плод недовољног разумевања проблема, неголи злоће и кривовјерја.
У новембру 447. на месном сабору у Цариграду, Евтихија је један од судеоника назвао јеретиком, и тражио његово смењивање из службе. Тадашњи патријарх, Флавије Цариградски, није радо прихватио тај захтев, управо због Евтихија велика угледа, но на крају је попустио, те је Евтихије осуђен као јеретик. Ипак, ту одлуку нису прихватили ни цар Теодосије II, ни александријски патријарх Диоскор, будући да се Евтихије покорио и признао праву веру. Диоскор је одржао и властити сабор на којем је вратио Евтиха у службу, а Теодосије је сазвао 449. сабор у Ефезу, позвавши и папу Лава I, који је пристао да га представљају три изасланика.
Овај сабор, међутим неће бити признат, те ће касније 451. бити сазван Четвртом васељенском сабору у Халкедону, на коме је проглашена вера у две неодељене и непомешане природе у Христу, формулисана у тзв. Халкедонском веровању. Многе Цркве истока не прихватају одлуке Халкедонског сабора.

## Раскол
Готово непосредно након сабора дошло је до раскола (Акакијева шизма). Епископи који се нису слагали с Лавовом дефиницијом коју је сабор прихватио, одбацили су одлуке сабора, говорећи да је прихватање две природе (грч. фисис) у Христу заправо прихватање несторијанства. Држали су да је у Христу само једна нарав, због чега су и прозвани монофизитима. То је означио и настанак Оријенталних православних цркава, које су се некад називале монофизитским црквама, а данас их називају и предхалкедонским црквама. Оне, међутим, саме за себе кажу да њихов наук није монофизитство, него миафизитство. Међу њих спадају Јерменска апостолска црква, Коптска црква, Сиријска црква и друге.
Један од облика монофизитства је умерено или „северијанско“ монофизитство, предложено ради помирења између халкедонаца и новохалкедонаца од стране патријарха антиохијског Севера (512—538). По њему, право христолошко учење изражено је у формули Кирила Александријског: „Једна оваплоћена природа Бога Логоса“.
Данас су неке од тих цркава с оним црквама које су прихватиле Халкедонско веровање потписале различите изјаве којима се изриче иста вера, те се тврди да је до раскола дошло због неразумевања, а не због различитог учења.